# Furnari

Ubicació de Furnari dins la província

Furnari (sicilià Fùrnari) és un municipi italià, dins de la ciutat metropolitana de Messina. L'any 2009 tenia 3.704 habitants. Limita amb els municipis de Falcone, Mazzarrà Sant'Andrea, Terme Vigliatore i Tripi.

## Alcaldes de Furnari
| nom                      | càrrec                 | del                 | al                  | partit                   |
| ------------------------ | ---------------------- | ------------------- | ------------------- | ------------------------ |
| Antonino Salemi          | President del Municipi | 16 de juny 1860     | gener 1861          |                          |
| Antonino Salemi          | Alcalde                | 1861                | 1875                |                          |
| Emanuele Greco           | Alcalde                | 1876                | 1877                |                          |
| Antonio Ravidà           | Alcalde                | 1878                | juny 1896           |                          |
| Crisostomo Perrelli      | Alcalde                | juliol 1896         | octubre 1897        |                          |
| Francesco Alfani         | Comissari prefectici   | Novembre 1897       | Febrer 1901         |                          |
| Perrelli Crisostomo      | Alcalde                | Març 1898           | Febrer 1901         |                          |
| Francesco Aloj           | Comissari reial        | Març 1902           |                     |                          |
| Giuseppe Cappelleti      | Comissari Prefectici   | Abril 1902          | Agost 1902          |                          |
| Antonio Giuffrida        | Alcalde                | Setembre 1902       | Abril 1915          |                          |
| Francesco Bua            | Comissari prefectici   | maig 1915           | desembre 1916       |                          |
| Francesco Miceli         | Comissari prefectici   | gener 1916          | 26 de gener 1916    |                          |
| Giulio Landi             | Regio Commissario      | 20 de gener 1916    | 26 de gener 1919    |                          |
| Federico Iupane          | Comissari prefectici   | 27 de gener 1919    | 4 de febrer 1919    |                          |
| Francesco Bua            | Comissari prefectici   | 5 de febrer 1919    | 8 de gener 1920     |                          |
| Giuseppe Giorgianni      | Comissari reial        | 9 de gener 1920     | 7 de març 1920      |                          |
| Olindo Faralla           | Comissari prefectici   | 8 de març 1920      | 19 d'abril 1920     |                          |
| Francesco Torre          | Comissari prefectici   | 20 d'abril 1920     | 30 d'octubre 1920   |                          |
| Fedele Giuffrida         | Alcalde                | 1 de novembre 1920  | 31 de juliol 1921   |                          |
| Giuseppe Casimo          | Alcalde                | Agost 1921          | octubre 1923        |                          |
| Orazio Bonanno           | Comissari prefectici   | Novembre 1923       | maig 1924           |                          |
| Cosimo Marullo           | Comissari prefectici   | juny 1924           | 21 de desembre 1924 |                          |
| Gioacchino Di Natale     | Comissari prefectici   | 22 de desembre 1924 | 2 de gener 1925     |                          |
| Cosimo Marullo           | Comissari prefectici   | 3 de gener 1925     | 2 de juny 1925      |                          |
| Carmelo Leto             | Comissari prefectici   | 3 de juny 1925      | 5 de juliol 1925    |                          |
| Giuseppe Barca           | Comissari prefectici   | 6 de juliol 1925    | 14 de juliol 1925   |                          |
| Giuseppe Barc            | Podestà                | 15 de juliol 1925   | 13 de juliol 1931   | Partit Nacional Feixista |
| Giuseppe Giuffrida       | Podestà                | 14 de juliol 1931   | 14 de juny 1935     | Partit Nacional Feixista |
| Giuseppe Lojacono        | Comissari prefectici   | 15 de juny 1935     | 27 de juliol 1935   |                          |
| Mario Giusto             | Comissari prefectici   | 28 de juliol 1935   | 31 de desembre 1935 |                          |
| Pasquale Contartese      | Podestà                | 1 de gener 1936     | 30 d'abril 1944     | Partit Nacional Feixista |
| Giuseppe Baglione        | Comissari prefectici   | 1 de maig 1944      | 29 de novembre 1944 |                          |
| Francesco Cosimo Notar   | Alcalde                | 9 de desembre 1944  | 21 de setembre 1946 |                          |
| Salvatore D'Aliberti     | Alcalde                | 15 d'octubre 1946   | 21 de maig 1948     |                          |
| Antonino Lionti          | Alcalde                | 22 de maig 1948     | 11 de juliol 1948   |                          |
| Giuseppe Di Mario        | Alcalde                | 12 de juliol 1948   | 26 de desembre 1950 |                          |
| Angelo Vitarelli         | Comissari prefectici   | 27 de desembre 1950 | 28 de juliol 1951   |                          |
| Salvatore Gullo          | Comissari prefectici   | 29 de juliol 1951   | 31 de maig 1952     |                          |
| Giuseppe Chiofalo        | Alcalde                | 1 de juny 1952      | 30 d'abril 1958     |                          |
| Lorenzo Chiofalo         | Alcalde                | 1 de maig 1958      | 20 de novembre 1960 |                          |
| Luigi Sofia              | Alcalde                | 21 de novembre 1960 | 22 de novembre 1964 |                          |
| Felice Conti             | Alcalde                | 23 de novembre 1964 | 16 de juliol 1967   |                          |
| Francesco De Pasquale    | Alcalde                | 17 de juliol 1967   | febrer 1968         |                          |
| Vittorio Panetta         | Comissari Regional     | març 1968           | octubre 1968        |                          |
| Filippo Perdichizzi      | Commissario Regionale  | octubre 1968        | desembre 1968       |                          |
| Filippo Carditello       | Alcalde                | desembre 1968       | 23 de juny 1971     |                          |
| Giovanni Ciraolo         | Alcalde                | 24 de juny 1971     | 23 de juny 1972     |                          |
| Giuseppe Cambria         | Alcalde                | 24 de juny 1972     | 8 de desembre 1973  |                          |
| Francesco Mangiapane     | Alcalde                | 9 de desembre 1973  | abril 1993          |                          |
| Agostino Cattafi         | Alcalde                | maig 1993           | 27 de maig 2002     |                          |
| Franco Antonio Bisignano | Alcalde                | 28 de maig 2002     | 14 de maig 2007     |                          |
| Salvatore Lopes          | Alcalde                | 15 de maig 2007     | en càrrec           |                          |